# Nicholas Kohl
Nicholas Kohl, född 7 oktober 1998, är en italiensk roddare.

## Karriär
I april 2024 vid EM i Szeged tog Kohl silver tillsammans med Matteo Lodo, Giovanni Abagnale och Giuseppe Vicino i fyra utan styrman. Vid olympiska sommarspelen 2024 i Paris slutade de på fjärde plats tillsammans i fyra utan styrman.